# Bergamasca
Die Bergamasca (auch Bergamesca und Bergamascha) oder der Bergamasco ist ein geradtaktiger, schneller, bäuerlicher und oft humoristisch anmutender Tanz, dessen Bezeichnung auf die oberitalienische Stadt Bergamo zurückgeht.

## Geschichte
Erste Erwähnungen reichen in das 16. Jahrhundert zurück, sie sind in italienischen, englischen, französischen und deutschen Handschriften überliefert. Ein erstes musikalisches Beispiel findet sich 1564 im Il terzo libro de intabolatura di liuto von Giacomo Gorzanis oder wenig später, 1569 bei Filippo Azzaiolo. Bei William Shakespeare erscheint sie in dessen Sommernachtstraum, worin im 5. Akt ein Bergomask getanzt wird.
Im 17. Jahrhundert wurde – neben anderen – eine bestimmte Melodie der „Bergamasca“ besonders typisch, die Komponisten wie Lodovico Grossi da Viadana, Salomone Rossi, Marco Uccellini, Gasparo Zanetti, Samuel Scheidt, Gregorio Strozzi, Dietrich Buxtehude, Giovanni Battista Vitali und Valentin Rathgeber einsetzten. Komponisten wie Girolamo Frescobaldi (1635) oder Giovanni Battista Fasolo (1645) komponierten komplexe kontrapunktische Bergamascen, die deutlich den Bereich der Tanzmusik verlassen.
Weitere Beispiele finden sich in vielen Gitarren oder Lautentabulaturen des ausgehenden 16. und des 17. Jahrhunderts, etwa in einer von Joachim van den Hove erstellten Handschrift mit französischer Tabulatur von 1615.
Johann Sebastian Bach verwendet das Thema im Schluss-Quodlibet der Goldbergvariationen, damals als Gassenhauer „Kraut und Rüben haben mich vertrieben“ bekannt.
Im 19. Jahrhundert wurde unter „Bergamasca“ ein tarantellaartiger, im 6/8-Takt stehender Tanz mit Betonung auf dem zweiten Taktteil verstanden. In Ottorino Respighis 2. Suite der Antiche danze ed arie per liuto von 1923, einer freien Orchesterbearbeitung von Lautenstücken des 16. und 17. Jahrhunderts, findet sich eine 1650 gedruckte Bergamasca von Bernardo Gianoncelli.

## Weitere Verwendung des Begriffs
In Alfredo Piattis Komposition (La Bergamasca op. 14 für Cello und Klavier, 1855) bezieht sich der Begriff auf dessen Heimatstadt Bergamo.
Gabriel Fauré (Orchestersuite Masques et Bergamasques) und Claude Debussy (Suite bergamasque, 1905) ließen sich von einigen Versen aus Paul Verlaines Clair de lune aus dem Zyklus Fêtes galantes inspirieren. In den Fêtes galantes ging es u. a. um Schäferszenen, die ausgelassene und auch von Tanz geprägte Feste in freier Natur darstellten. Die Werke von Debussy und Fauré beziehen sich nicht direkt auf den Tanz, eine rein literarische Verbindung ist jedoch damit nicht ausgeschlossen.